# Karl Edward Wagner
Karl Edward Wagner (Knoxville, 4 dicembre 1945 – 13 ottobre 1994) è stato uno scrittore statunitense di horror, fantascienza ed heroic fantasy.

## Biografia
Nato a Knoxville, Wagner segue un corso di studi in psichiatria. La sua amarezza nei confronti della professione trapela in racconti quali The Fourth Seal e Into Whose Hands. 
In un'intervista su Horror Magazine del 1994 descrisse la sua visione del mondo come nichilista, anarchica e "assurdista", oltre a far riferimento - scherzosamente - ad una parentela con un "compositore di nome Richard".
Wagner stimò Robert Ervin Howard di cui curò una riedizione di alcuni racconti di Conan, edizione molto stimata dagli amatori di Howard per essere stata la prima a restituire i racconti alla loro versione originale.
Wagner scrisse anche alcuni pastiche howardiani utilizzando i personaggi di Conan il Barbaro e Bran Mak Morn.
La creazione originale più felice di Wagner fu Kane, personaggio fantasy con chiari riferimenti al Caino biblico, descritto dall'autore come un individuo "in grado di dominare qualsiasi situazione intellettualmente, o di staccare teste se si fosse passati alle mani" (intervista su Horror magazine del 1994).
Con gli amici Jim Groce e David Drake, Wagner fondò la casa editrice Carcosa Press per recuperare e diffondere in formato di lusso i lavori dei loro autori preferiti del periodo pulp.
Wagner fu anche curatore di alcune antologie horror e fantasy.
Scomparve nel 1994 per le conseguenze di un alcolismo di lunga data.

## Opere

### Kane
Il nucleo principale della serie consiste di tre romanzi e due antologie allestite da Wagner stesso.
1. Le trame dell'oscurità (Darkness Weaves with Many Shades... poi Darkness Weaves), Powell, 1970. Trad. Riccardo Valla, Fantascienza Book Club 3, Sevagram, 1985.
2. L'angelo della morte (Death Angel's Shadow), Warner Paperback Library, 1973. Trad. Piero Anselmi e Marzio Tosello, in Fantasy Estate 1992. I venti della notte - L'angelo della morte, Speciali Fantasy 1, Arnoldo Mondadori Editore, Maggio 1992. Comprende due romanzi brevi e un racconto inediti:
  - Riflessioni sull'inverno del mio animo (Reflections for the Winter of My Soul).
  - Luce fredda (Cold Light).
  - "Miraggio" ("Mirage").
3. Il guerriero dell'anello poi Pietra di Sangue (Bloodstone), Warner Paperback Library, 1975. Trad. Riccardo Valla, Urania Fantasy 1ª serie n. 32, Arnoldo Mondadori Editore, gennaio 1991.
4. La crociata nera (Dark Crusade), Warner Books, 1976.[1] Trad. Guido Zurlino, in Alla corte degli eroi, Biblioteca di Fantasy & Horror 3, Arnoldo Mondadori Editore, 1980.
5. I venti della notte (Night Winds), Warner Books, 1978. Trad. Piero Anselmi e Marzio Tosello, in Fantasy Estate 1992. I venti della notte - L'angelo della morte, Speciali Fantasy 1, Arnoldo Mondadori Editore, Maggio 1992. Comprende cinque racconti e un romanzo breve già apparsi su rivista:
  - "Risucchio" poi "Gorgo" ("Undertow"), Whispers agosto 1977.
  - "Due soli calanti" ("Two Suns Setting"), Fantastic maggio 1975.
  - "La musa oscura" ("The Dark Muse"), Midnight Sun estate-autunno 1975.
  - Il Nido del Corvo (Raven's Eyrie), Chacal 2 primavera 1977.
  - "Ritorno a Lynortis" ("Lynortis Reprise"), Midnight Sun anno 1974.
  - "La canzone di Valdese" ("Sing a Last Song of Valdese"), Chacal 1 estate 1976.

A questa pentalogia si aggiungono due poesie, tre racconti e un capitolo di un quarto romanzo incompiuto, rimasti sparsi nelle tre raccolte The Book of Kane (Donald M. Grant, 1985), Why Not You and I? (Dark Harvest, 1987) e Exorcisms and Ecstasies (Fedogan & Bremer, 1997); per tutti questi sei testi la prima traduzione italiana è di Davide Mana nell'omnibus Kane. La saga, Oscar Draghi, Arnoldo Mondadori Editore, 2022:
- L'ombra dell'angelo della morte (Death Angel's Shadow), poesia, Midnight Sun anno 1974.[2]
- Sole di mezzanotte (Midnight Sun), poesia, Midnight Sun anno 1974.[2]
- "L'altro" ("The Other One"), Escape! 1 estate 1977.[3]
- "Nella scia della notte" ("In the Wake of the Night: An Excerpt"), in A Fantasy Reader: The Seventh World Fantasy Convention Book, volume commemorativo della World Fantasy Convention 1981.[2]
- "Misericorde" ("Misericorde"), Sorcerer's Apprentice 17 anno 1983.[3]
- "Il tocco gotico" ("The Gothic Touch"), nell'antologia Michael Moorcock's Elric: Tales of the White Wolf, a cura di Richard Gilliam e Edward E. Kramer, White Wolf Publishing, 1994.[2] Cross-over con il ciclo di Elric di Melniboné creato da Michael Moorcock, composto per un'antologia di "tributi" alla saga di Elric.

Inoltre, Kane appare con un cameo in due racconti e un romanzo breve per il resto autonomi dalla sua saga:
- "Lacune" ("Lacunae"), nell'antologia Cutting Edge, a cura di Dennis Etchison, Doubleday, 1986.[4] Trad. Manlio Benigni, nell'antologia Profondo Horror. I migliori racconti di fine millennio, I Grandi Tascabili Bompiani 289, Bompiani, 1993.
- At First Just Ghostly, Weird Tales primavera-autunno 1989.[2]
- "Deep in the Depths of the Acme Warehouse", nell'antologia The King Is Dead: Tales of Elvis Postmortem, a cura di Paul M. Sammon, Delta, 1994.[2]

In ultimo, si conservano la redazione iniziale di uno dei racconti:
- "The Treasure of Lynortis", in traduzione tedesca nella rivista Magira anno 1987. Prima stesura di "Ritorno a Lynortis" ("Lynortis Reprise").[2]

La serie è stata riunita per la prima volta nei due volumi omnibus Gods in Darkness e Midnight Sun: The Complete Stories of Kane (Night Shade Books, 2002-2003), comprendenti l'uno i tre romanzi, l'altro le due poesie e le diciassette prose brevi (sia le nove riunite da Wagner, sia le quattro rimaste stravaganti, sia i tre racconti dell'orrore autonomi, sia la redazione iniziale).
La prima traduzione italiana completa e sistematica della pentalogia originale fu pubblicata in Urania Fantasy 1ª serie n. 18, 32 e 34 e Speciali Fantasy 1, Arnoldo Mondadori Editore, 1989-1992; la prima ristampa in volume unico comprendente anche le due poesie e le quattro prose stravaganti (ma non la bozza di racconto e i tre testi collaterali) è stata Kane. La saga, Oscar Draghi, Arnoldo Mondadori Editore, 2022.

### Curtiss Stryker
Due romanzi brevi con il medesimo protagonista riuniti per la prima volta nella raccolta Why Not You and I?, Tor Books, 1987.
1. Sign of the Salamander, John Chance vs. Dread: The Apocalypse primavera-estate 1975.
2. Blue Lady, Come Back, nell'antologia Night Visions 2, a cura di Charles L. Grant, Dark Harvest, 1985.

### Ciclo di Cthulhu
Wagner ha ambientato un racconto nell'universo narrativo del Ciclo di Cthulhu creato da H.P. Lovecraft.
- "Bastoni" ("Sticks"), Whispers marzo 1974. Trad Delio Zinoni, in appendice al romanzo La scomparsa del "Rimfire" di Zack Hughes, Urania 982, Arnoldo Mondadori Editore, 28 Ottobre 1984.

### Romanzi howardiani
Wagner ha espanso con dei romanzi "apocrifi" il macro-ciclo heroic fantasy sviluppato da Robert E. Howard sulla rivista Weird Tales negli anni Venti e Trenta.
- La Legione delle Ombre (Legion from the Shadows), Zebra Books, 1976. Trad. Piero Anselmi, in Fantasy Estate 1994. La legione degli eroi, Speciali Fantasy 5, Arnoldo Mondadori Editore, maggio 1994. Appartiene alla serie di Bran Mak Morn e prosegue direttamente gli eventi del racconto "canonico" "Vermi della Terra".
- Conan e la strada dei re (The Road of Kings), Bantam Books, 1979. Trad. Giuseppe Lippi, Oscar Fantascienza 38 [1630], Arnoldo Mondadori Editore, 1983. Appartiene alla serie di Conan il cimmero e si svolge fra i racconti "canonici" "La valle delle donne perdute" e "Colosso nero".

### Universo del Re in Giallo
Wagner ha ambientato un romanzo breve e un racconto nell'universo narrativo del Re in Giallo creato da Robert W. Chambers.
- Il fiume dei sogni notturni (The River of Night's Dreaming), Whispers III marzo 1981. Trad. Gianni Pilo, nell'antologia Terrore!, I Nuovi Bestseller 24, Newton & Compton, 1996.
- "I've Come to Talk with You Again", nell'antologia Dark Terrors: The Gollancz Book of Horror, a cura di Stephen Jones e David Sutton, Victor Gollancz, 1995.

### Adrian Becker
Tre racconti con il medesimo protagonista riuniti per la prima volta nella raccolta Exorcisms and Ecstasies, Fedogan & Bremer, 1997.
1. "Satan's Gun", in Southern Fantasy, volume commemorativo della World Fantasy Convention 1987.
2. "Una notte a Parigi" ("One Paris Night"), nell'antologia Grails: Quests, Visitations and Other Occurrences, a cura di Richard Gilliam, Martin H. Greenberg e Edward E. Kramer, Unnameable Press, 1992. Trad. Gianni Pilo nell'antologia Lupi mannari!, I Nuovi Bestseller 40, Newton & Compton, 1997.
3. "Hell Creek", nell'antologia Confederacy of the Dead, a cura di Richard Gilliam, Martin H. Greenberg e Edward E. Kramer, New American Library, 1993.

### Romanzi auto-conclusivi
Sono elencati sia i romanzi veri e propri (novel) sia i romanzi brevi (novella).
- Oltre misura (Beyond Any Measure), Whispers marzo 1982. Trad. Gianni Pilo, nell'antologia Vampiri!, I Nuovi Bestseller 39, Newton & Compton, 1997.
- Killer, Baen Books, 1985. Collaborazione con David Drake.
- At First Just Ghostly, Weird Tales primavera-autunno 1989. Vi appare Kane in un cameo.[2]

### Raccolte di racconti
- In a Lonely Place, Warner Books, 1983. Comprende i romanzi brevi Oltre misura (Beyond Any Measure) e Il fiume dei sogni notturni (The River of Night's Dreaming), il racconto afferente al Ciclo di Cthulhu e quattro autoconclusivi, con introduzione di Peter Straub.
- The Book of Kane, Donald M. Grant, 1985. Comprende cinque episodi del ciclo di Kane illustrati da Jeff Jones, di cui tre già antologizzati e due mai apparsi prima in volume.
- Why Not You and I?, Tor Books, 1987; espanso nell'edizione Dark Harvest, 1987. Comprende la dilogia di Curtiss Stryker e sette racconti; la riedizione espansa aggiunge un ottavo racconto autoconclusivo e un episodio del ciclo di Kane.
- Unthreatened by the Morning Light, Author's Choice Monthly 2, Pulphouse Publishing, 1989. Comprende il romanzo breve del Re in Giallo Il fiume dei sogni notturni (The River of Night's Dreaming) e due racconti autoconclusivi, con introduzione di Wagner stesso.
- Exorcisms and Ecstasies, Fedogan & Bremer, 1997. Comprende due poesie, tre racconti e due bozze del ciclo di Kane (il frammento di romanzo e la prima stesura di racconti), un racconto del Re in Giallo, il trittico di Adrian Becker, ventitré testi autoconclusivi, e apparati critici di autori vari.
- Karl Edward Wagner, Masters of the Weird Tale, Centipede Press, 2011. Comprende il romanzo breve Oltre misura (Beyond Any Measure), la dilogia di Curtiss Stryker, i due testi del Re in Giallo, il racconto afferente al Ciclo di Cthulhu, due episodi della saga di Kane, e trenta testi autoconclusivi, con apparati critici di autori vari.

### Poesia lirica
- Red Harvest, Sidecar Preservation Society, 2002. Canzoniere di quattordici poesie.

### Racconti
- Stardust (1959)
- Tra i pini (In the Pines) (1973) Mondadori, Urania 641, 1974
- L'uccisore (Killer) (1974) con David Drake. SIAD, 1980
- Midnight Sun (1974)
- Two Suns Setting (1976)
- The Coming of Ghor (1977)
- Undertow (1977)
- .220 Swift (1980)
- Where the Summer Ends (1980)
- In the Wake of the Night (1981)
- Into Whose Hands (1983)
- (1983) Bompiani, 1995
- Abuso (More Sinned Against) (1984)
- Old Loves (1985)
- Shrapnel (1985)
- Endless Night (1987)
- An Awareness of Angels (1988)
- But You'll Never Follow Me (1990)
- Cedar Lane (1990)
- The Kind Men Like (1990)
- A Fair Cop (1991)
- The Slug (1991)
- Il ritorno di Nemo Skagg (Did They Get You to Trade?) (1992) Editrice Nord, 1994
- Little Lessons in Gardening (1993)
- Passages (1993)
- Un'avventura pericolosa (A Walk on the Wild Side) (1993) Mondadori, 1996
- In the Middle of a Snow Dream (1994)
- Gremlin (1995)
- Il ciondolo (Locked Away) (1995) Sperling & Kupfer, 1997
- The Picture of Jonathan Collins (1995)
- Prince of the Punks (1995)
- Final Cut (1996)
- Plan 10 From Inner Space (1996)
- Brushed Away (1997)
- The Education of Gergy-doo-doo (1997)

## Riconoscimenti e premi
Si elencano solo le vittorie e non anche le candidature.
- 1975 Premio British Fantasy per il miglior racconto breve a "Bastoni" ("Sticks").
- 1976 Premio British Fantasy speciale per curatore non professionista. Condiviso con David Drake e James Groce come membri del collettivo Carcosa House.
- 1977 Premio British Fantasy per il miglior racconto breve a "Due soli calanti" ("Two Suns Setting").
- 1978 Premio Phoenix alla carriera conferito dalla Southern Fandom Confederation.
- 1983 Premio World Fantasy per il miglior romanzo breve a Oltre misura (Beyond Any Measure).
- 1983 Premio British Fantasy alla carriera conferito dalla British Fantasy Society.
- 1984 Premio British Fantasy per il miglior racconto a "Né bestia né uomo" ("Neither Brute Nor Human").
- 1995 Premio Deathrealm per la miglior antologia a The Year's Best Horror Stories: XXII.
- 1997 Premio Bram Stoker alla raccolta narrativa per Exorcisms and Ecstasies.